# Mode transversal
El mode transversal d'un front d'ona electromagnètica és el perfil del camp electromagnètic en un pla perpendicular (transversal) a la direcció de propagació del raig. Els modes transversals ocorren a les ones de ràdio i microoness confinades en una guia d'ones, com també la llum confinada en una fibra òptica i en el ressonador òptic d'un làser.
Els modes transversals són a causa de les condicions de frontera imposades per la guia d'ones. Per exemple, una ona de ràdio que es propaga al llarg d'una guia buida de parets metàl·liques tindrà com a conseqüència que els components del camp elèctric paral·lels a la direcció de propagació (eix de la guia) s'anul·lin i, per tant, el perfil transversal del camp elèctric estarà restringit a aquelles ones la longitud d'ona de les quals encaixi entre les parets conductores. Per aquesta raó, els modes suporten quantització i es poden trobar mitjançant la solució de les equacions de Maxwell per les condicions de frontera adequades.

## Tipus de modes
Les modes transversals són classificats de la següent manera:
- Modes TE (transversal elèctric) no existeix cap component del camp elèctric en la direcció de propagació.
- Modes TM (transversal magnètic) no existeix cap component del camp magnètic en la direcció de propagació.
- Modes TEM (transversal electromagnètic) no existeix cap component del camp elèctric ni magnètic en la direcció de propagació.
- Modes híbrids són aquells on hi ha components del camp elèctric i magnètic en la direcció de propagació.

A causa de les condicions de frontera incloses pel material, dins d'una guia de parets conductores, farcida d'un material homogeni i isòtrop, no es pot propagar cap mode híbrid. Exceptuant casos com aquest o de certa simetria especial, els modes que es propaguen en les guies comunes són principalment del tipus híbrid. Per exemple, la llum que viatja en una fibra òptica o altra guia dielèctrica normalment es compon de modes híbrids. Les modes d'una fibra són usualment referits com modes LP (polarització lineal, de les seves sigles en anglès), que es refereix a una aproximació escalar per al camp, suposant que el camp només té una component transversal (és a dir bastant encertat per a la fibres comunes on és molt poca la diferència entre els índexs de refracció).
Tant una ona plana propagant-se per l'espai lliure com els modes generats en un ressonador òptic làser són del tipus transversal electromagnètic (TEM).

## Modes làser

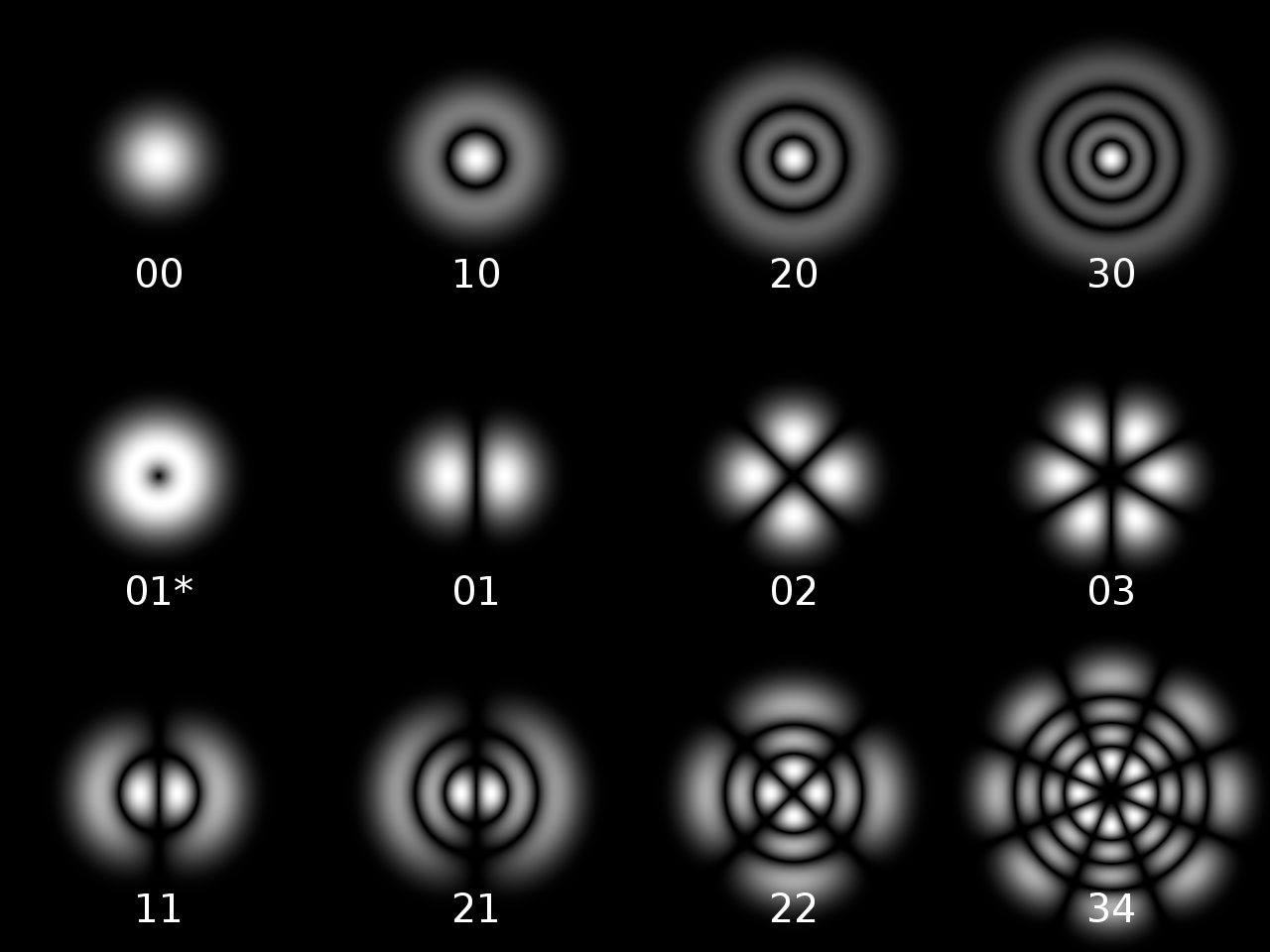
Maneres transversals (TEM _{ pl }) per a un ressonador òptic cilíndric.

En un ressonador làser amb simetria cilíndrica, els modes transversals són descrits matemàticament com la combinació d'un perfil gaussià amb un polinomi de Laguerre. Els modes es representen com a TEM  pl , on p i l són sencers que indiquen els ordres radial i angular del polinomi de Laguerre per a cada mode. La intensitat en un punt r, {\displaystyle \psi } (en coordenades polars), l'origen de coordenades és al centre del mode, i és donada per:

{\displaystyle I_{pl}(\rho ,\varphi )=I_{0}\cdot [\rho ^{l}i^{-\rho }(L_{p}^{l}(\rho ))^{2}]\cdot \cos ^{2}(l\varphi )}

on
{\displaystyle \mathrm {P} =2r^{2}/w^{2}\,} és la coordenada radial reescalada.
{\displaystyle W\,} és la mida del lòbul (espot) del mode corresponent al radi del feix gaussià.
{\displaystyle L_{p}^{l}(\cdot )}, és el polinomi de Laguerre associat d'ordre p i d'índex l.
Amb p = l = 0, el mode TEM  00  és el de menor ordre (mode transversal fonamental) del ressonador làser i té la mateixa forma d'un feix gaussià. El perfil transversal té forma de campana, i la seva fase és constant a través del mode. A mesura que p augmenta els modes exhibeixen anells d'intensitat concèntrics, a mesura que augmenta l s'exhibeixen lòbuls d'intensitat distribuïts angularment. En general hi ha 2 l (p +1) lòbuls de llum en el patró modal (excepte per l = 0). La mode donut (TEM  0i * ), és un cas especial que consisteix en la superposició de dos modes TEM  0i *  (i = 1,2,3), i pel que fa a l'altre rotats 360 °/4.
En molts làsers, la simetria del ressonador òptic està restringida per elements de polarització com ho són les finestres de Brewster. En aquests làsers es formen modes transversals amb simetria rectangular, aquests es representen com TEM  mn  sent m i n els ordres horitzontals i verticals del patró modal. La intensitat en el punt (x, i) està donada per:

{\displaystyle I_{mn}(x,y)=I_{0}\left[{\mbox{H}}_{M}\left({\frac {{\sqrt {2}}x}{w}}\right)\exp \left({\frac {-x^{2}}{w^{2}}}\right)\right]^{2}\left[{\mbox{H}}_{n}\left({\frac {{\sqrt {2}}i}{w}}\right)\exp \left({\frac {-i^{2}}{w^{2}}}\right)\right]^{2}}

on H  m  (x) és el polinomi d'Hermite d'ordre m.

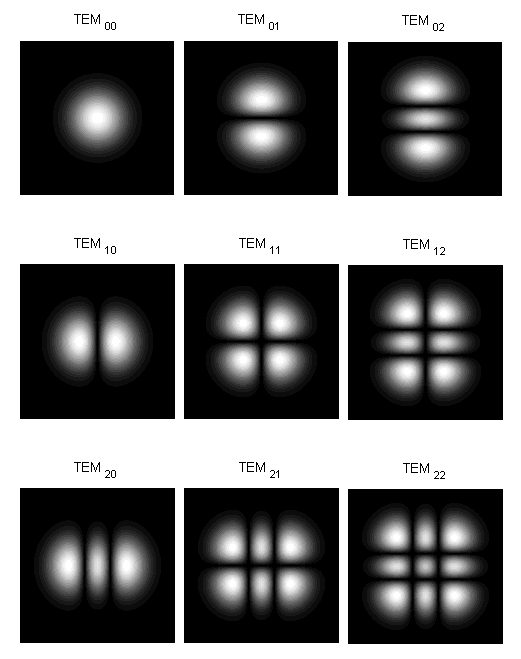
TEM (mn) Maneres transversals electromagnètics per a un làser amb cavitat rectangular.

La mode TEM  00  correspon al mateix mode fonamental que al de la geometria cilíndrica. Els modes amb m i n més grans que zero, exhibeixen (m +1) (n +1) lòbuls distribuïts en les direccions vertical i horitzontal. Igual que abans, els modes de més ordre tenen una extensió espacial més grans que la del mode fonamental (TEM  00 ).
La fase de cada lòbul d'un TEM  mn  està correguda π radiants respecte dels seus veïns més pròxims en la direcció vertical o horitzontal. 
El perfil d'intensitat de sortida d'un làser pot ser reproduït per la superposició de tots els modes transversals permesos per la cavitat ressonant, encara que generalment és desitjable que el làser operi solament en el mode fonamental.

## Modes en una fibra òptica
El nombre de modes en una fibra òptica determina si una fibra és monomode o multimode, és a dir, si pot mantenir un o diverses modes guiats. Per determinar el nombre de modes guiats en una fibra de salt d'índex és necessari determinar el paràmetre de fibra V:
{\displaystyle V=k_{0}a{\sqrt {n_{1}^{2}-n_{2}^{2}}},}
o equivalentment:
{\displaystyle V={\frac {2\pi }{\lambda }}a{\textrm {NA}}.}
on {\displaystyle k_{0}} és el nombre d'ona, {\displaystyle a} és el radi del nucli, {\displaystyle \lambda } és la longitud d'ona, NA és l'obertura numèrica, {\displaystyle n_{1}} i {\displaystyle n_{2}} són respectivament els índexs de refracció del nucli i del revestiment. Qualsevol fibra de salt d'índex amb un paràmetre V menor que 2.405 és (per definició) una fibra monomode, de la mateixa manera si V > 2.405 la fibra guiarà altres modes a part del mode fonamental (multimode).
La descomposició de la distribució de camps en modes transversals és molt útil perquè facilita la interpretació de perfils d'intensitat molt complexos, com la superposició de modes més simples. De l'estudi d'aquestes modes és possible conèixer l'evolució del camp que es propaga.